# Hybomys badius
Hybomys badius é uma espécie de roedor da família Muridae.
Apenas pode ser encontrada nos Camarões.
Os seus habitats naturais são: regiões subtropicais ou tropicais húmidas de alta altitude.
Está ameaçada por perda de habitat.